# Arteria cerebrale media
L'arteria cerebrale media è una delle principali arterie del cervello, ramo dell'arteria carotide interna che decorre nella scissura di Silvio, per questo viene talvolta indicata come silviana, sebbene tale dicitura sia più propriamente riferita al segmento intermedio della stessa. Con le sue numerose diramazioni contribuisce ad irrorare gran parte della corteccia dell'emisfero laterale e partecipa alla formazione del poligono di Willis con l'arteria comunicante posteriore e l'arteria cerebrale anteriore.
L'occlusione di tale arteria può causare un ictus pre-natale nel feto, dando origine all'emiatrofia cerebrale di Dyke-Davidoff-Masson.

## Struttura
L'arteria cerebrale media può essere divisa in 4 parti:
- M1: il segmento sfenoidale, così chiamato perché segue l'osso sfenoide. Nonostante sia noto anche come segmento orizzontale, tale ramo può discendere, rimanere piatto o estendersi posteriormente a seconda dell'individuo. Il segmento si ramifica in numerose arterie centrali anterolaterali, che irrorano i gangli della base (arterie perforanti).
- M2: il segmento insulare, si estende anteriormente sull'insula. Quando sono inclusi i segmenti opercolari viene detto segmento silviano. Si può dividere in due o tre tronchi che poi si dipartono in rami che terminano sulla corteccia.
- M3: i segmenti opercolari, si estendono lateralmente dall'insula verso la corteccia. Talvolta vengono considerati parte di M2.
- M4: segmenti terminali o corticali più sottili che vascolarizza la corteccia. Si dipartono dall'esterno della fessura silviana e si estendono distalmente sulla corteccia cerebrale.

I segmenti M2 e M3 possono essere suddivisi in 2 o 3 rami terminali con un tronco superiore, un tronco inferiore e occasionalmente un tronco medio. Le biforcazioni sono presenti nel 50% dei casi, mentre le triforcazioni nel 25% dei casi. In altri casi può essere presente un'arteria cerebrale media accessoria che non si diparte dalla carotide ma si presenta come un ramo dell'arteria cerebrale anteriore.
I rami di questa arteria possono essere descritti anche in base alle aree che irrorano.

### Lobo frontale
- Frontobasale laterale (orbitiofrontale): questa arteria si ramifica anteriormente, superiormente e lateralmente per vascolarizzare la circonvoluzione frontale inferiore. Compete in termini di dimensioni con il ramo frontale dell'arteria cerebrale anteriore.
- Arterie prefrontali: si espandono attraverso l'insula e escono dalla corteccia attraverso la superficie mediale dell'opercolo frontale. Le arterie si sviluppano superiormente rispetto alla pars triangularis e vascolarizzano la circonvoluzione frontale inferiore e media. Vicino alla circonvoluzione frontale superiore queste arterie anastomizzano con rami dall'arteria pericallosale dell'arteria cerebrale anteriore.
- Arteria pre-Rolandica (precentrale): si estende sulla superficie mediale dell'opercolo e irrora le parti posteriori della circonvoluzione frontale media ed inferiore e le parti inferiori della circonvoluzione precentrale. Questa arteria si ramifica una o due volte.
- Arterie rolandiche (centrale): si estende ed esce dalla porzione centrale dell'opercolo, quindi passa all'interno del solco centrale. Questa arteria si biforca nel 72% degli individui e irriga la circonvoluzione precentrale posteriore e la parte inferiore della circonvoluzione postcentrale.

### Lobo parietale
- Parietale anteriore: questa arteria di solito origina dal tronco anteriore o medio dell'arteria cerebrale media. In alcuni casi si dirama dall'arteria rolandica o dall'arteria parietale posteriore. Si estende nel solco interparietale e scende posteriormente.
- Parietale posteriore: emerge dall'estremità posteriore della fessura di silvio e si estende prima posteriormente, e poi anteriormente lungo il lobo parietale posteriore. Si dirama anche verso la circonvoluzione sopramarginale.
- Angolare: è un ramo terminale del tronco anteriore o medio dell'arteria cerebrale media. Emerge dalla fessura di Silvio e passa sopra la circonvoluzione temporale trasversa anteriore e di solito si divide in due rami. Uno dei rami irrora la circonvoluzione angolare l'altro la circonvoluzione sopramarginale, la circonvoluzione temporale superiore posteriore e l'arco parietooccipitale.
- Temporooccipitale: l'arteria corticale più lunga, corre posteriormente rispetto al centro dell'opercolo. All'uscita dalla fessura di silvio, parallelo al solco temporale superiore e irrora la circonvoluzione occipitale superiore e inferiore. Questo vaso anastomizza con l'arteria cerebrale posteriore in una o due arterie, rispettivamente il 67% e il 33% delle volte.

### Lobo temporale
- Temporopolare: si estende dal segmento sfenoidale attraverso la superficie inferiore dell'opercolo e irrora la porzione laterale e anteriore del lobo temporale. Può essere identificata nel 52% dei normali angiogrammi.
- Anteriore temporale: si estende in modo simile all'arteria temporopolare e vascolarizza le stesse regioni.
- Medio temporale: si estende dalla fessura silviana opposta alla circonvoluzione frontale inferiore e porta il sangue alle porzioni superiori e medie del lobo temporale medio. Può essere identificata nel 79% degli angiogrammi.
- Temporale posteriore: si estende all'esterno dell'opercolo e si trasforma in modo graduale prima inferiormente poi posteriormente nel solco temporale superiore e poi nel solco temporale medio. Questo vaso irrora una porzione posteriore del lobo temporale ed è origine di numerose arterie perforanti che arrivano all'insula. È facilmente identificabile nella maggior parte dei radiogrammi.

## Funzione
L'arteria cerebrale media fornisce il sangue a diverse aree, che includono la maggior parte della superficie laterale dell'emisfero; ad eccezione della parte inferiore del lobo temporale e della parte superiore del lobo frontale e parietale, che vengono rifornite dall'arteria cerebrale anteriore.
Il segmento superiore fornisce sangue al lobo frontale lateroinferiore, che comprende l'area di Broca, fondamentale per l'espressione linguistica. Il segmento inferiore serve il lobo temporale laterale, dove si trova l'area di Wernicke che si occupa della comprensione del linguaggio. I rami più profondi arrivano ai gangli della base e la capsula interna.

## Patologia
L'occlusione dell'arteria cerebrale media viene indicata come sindrome dell'arteria cerebrale media. I sintomi sono molteplici e possono includere paralisi e perdita di sensibilità del viso e del braccio controlaterale. Occlusioni dell'emisfero dominante (di solito l'emisfero sinistro) provocano afasia, che può essere globale, nel caso in cui vengano colpiti i tronchi principali oppure può coinvolgere le aree di Broca e Wernicke, nel caso in cui vengano occluse la parte anteriore o posteriore. Le occlusioni nell'emisfero non dominante (di solito l'emisfero destro) invece possono provocare la sindrome da negligenza spaziale controlaterale.
Gli infarti di grandi dimensioni causano spesso una deviazione coniugata dello sguardo, con una preferenza verso il lato della lesione, specialmente durante il periodo acuto. Spesso si riscontra anche un emianopsia omonima controlaterale.